# Neoarhaik
Neoarhaik je geološka era unutar Arhaika.  Vremenski se proteže od 2800 milijuna godina do 2500 milijuna godina. Ovo se vremensko razdoblje definira kronometrijski i nema odgovarajući sloj stijenja u Zemlji.
U ovom se razdoblju pojavljuju prvi organizmi (cijanobakterije) sposobni za fotosintezu. Njihovo razmnožavanje i sve veća proizvodnja kisika izazvat će tzv. kisikovu katastrofu koja će doći do vrhunca u sljedećoj paleoproterozojskoj eri. Povećanje razina kisika u atmosferi uništilo je gotovo sve anaerobni anaerobne organizme onog doba. U neoarhaiku je došlo do formiranja novog superkontineta Kenorlanda, prije oko 2700 milijuna godina.